# Euptoieta
Euptoieta es un género de mariposas de la familia Nymphalidae.

## Descripción
La especie tipo es Papilio claudia (Cramer, 1775), según designación posterior realizada por Scudder en 1872.

## Diversidad
Existen 8 especies reconocidas en el género, todas ellas tienen distribución neotropical. Al menos 2 especies se han reportado en la región Neártica

## Plantas hospederas
Las especies del género Euptoieta se alimentan de plantas de las familias Nyctaginaceae, Fabaceae, Apocynaceae, Boraginaceae, Violaceae, Convolvulaceae, Linaceae, Menispermaceae, Passifloraceae, Plantaginaceae, Berberidaceae, Portulacaceae, Crassulaceae, Poaceae, Turneraceae. Las plantas hospederas reportadas incluyen los géneros Boerhavia, Caragana, Cynanchum, Cynoglossum, Desmodium, Glycine, Hybanthus, Ipomoea, Linum, Melolobium, Menispermum, Metastelma, Passiflora, Phaseolus, Plantago, Podophyllum, Portulaca, Sedum, Trifolium, Triticum, Turnera, Vigna, Viola y Zea.